# Сталактитова печера (Печера Вів)
Сталакти́това пече́ра (Пече́ра Вів) — печера, геологічна пам'ятка природи місцевого значення в Україні. Розташована в межах Тячівського району Закарпатської області, на північний схід від села Мала Уголька. 
Площа 5 га. Статус надано згідно з рішенням облвиконкому від 18.11.1969 року № 414 (увійшла до складу Карпатського біосферного заповідника згідно з рішенням від 12.11.1968 року № 568). Перебуває у віданні Карпатського біосферного заповідника. 
Статус надано з метою збереження карстової печери. Довжина ходів — бл. 50 м. Печера закладена у тектонічній тріщині між двома плитами вапнякових скель. У печері були зроблені цінні палеонтологічні та археологічні знахідки. 